# Ganiki Planitia
Ganiki Planitia is een laagvlakte op de planeet Venus. Ganiki Planitia werd in 1985 genoemd naar Ganiki, een Orochiaanse (Siberische) watergeest of zeemeermin.
De laagvlakte heeft een diameter van 5160 kilometer en bevindt zich in het gelijknamige quadrangle Ganiki Planitia (V-14) en de quadrangles Bellona Fossae (V-15) en Atla Regio (V-26).